# アキラ・タナ
アキラ・タナ（Akira Tana、1952年3月14日 - ）は、アメリカのジャズ・ドラマー。日系アメリカ人。

## 略歴
タナはカリフォルニア州サンノゼで生まれ、パロアルトで育ち、1970年にガン高校を卒業した。その後、タナはハーバード大学で社会科学の学士号を取得し、ギグをしながらニューイングランド音楽院に入学した。そこで彼はクラシックとジャズの両方のイディオムで演奏し、ボストン交響楽団や学生アンサンブル、さらにはヘレン・ヒュームズ、ミルト・ジャクソン、ソニー・ロリンズ、ジョージ・ラッセル、ソニー・スティットなどのミュージシャンと共演した。
タナは1980年代にサイドマンとして頻繁にレコーディングを行い、1990年代にはリーダーとしてアルバムをリリースし始めた。彼はルーファス・リードと共にグループ「タナリード (TanaReid)」を結成し、時折、ケイ赤城を加えてアジア系アメリカ人のジャズ・トリオを結成した。タナは、シャルル・アズナヴール、ラン・ブレイク、レイ・ブライアント、アル・コーン、クリス・コナー、アート・ファーマー、カール・フォンタナ、ディジー・ガレスピー、ベニー・ゴルソン、ジム・ホール、ジミー・ヒース、レナ・ホーン、J・J・ジョンソン、ウォーン・マーシュ、テテ・モントリュー、ジェームズ・ムーディ、スパイク・ロビンソン、ジミー・ロウルズ、ズート・シムズ、シダー・ウォルトン、フランク・ウェスと一緒にパフォーマンスし、レコーディングを行った。

## ディスコグラフィ

### リーダー・アルバム
- Secret Agent Men (2002年、Sons of Sound)
- Moon Over The World (2004年、Sons of Sound)
- Kiss Kiss Bang Bang (2011年、Sons of Sound) ※with アニー・セリック
- Sound Poetry (2014年、Mmgmusic) ※with ケン・バーマン、カイ・エクハルト
- JAZZaNOVA  (2017年、Vegamusic)

### アキラ・タナ・アンド・オトノワ
- Otonowa (2013年、Vegamusic)
- Stars Across the Ocean (2016年、Vegamusic)
- Ai San San – Love's Radiance（愛燦燦） (2019年、Vegamusic)

### タナリード
- Yours and Mine (1991年、Concord Jazz)
- 『パッシング・ソウツ』 - Passing Thoughts (1992年、Concord Jazz)
- 『ブルー・モーション』 - Blue Motion (1993年、Paddle Wheel)
- Rumour (1995年、Charles Publishing) ※with Charles Licata Rumour
- Looking Forward (1995年、Evidence)
- Back to Front (1998年、Evidence)

### 参加アルバム
ジェームズ・ムーディ
- 『スウィート・アンド・ラヴリー』 - Sweet and Lovely (1989年、Novus)
- Honey (1991年、Novus)

ズート・シムズ
- 『アイ・ウィッシュ・アイ・ワー・トウィンズ』 - I Wish I Were Twins (1981年、Pablo)
- Suddenly It's Spring (1983年、Pablo)

その他
- ザ・ヒース・ブラザーズ : 『ブラザリィ・ラヴ』 - Brotherly Love (1981年、Antilles)
- ウォーン・マーシュ : 『ポストヒューマス』 - Posthumous (1985年、Interplay)
- クラウディオ・ロディティ : Claudio! (1985年、Uptown)
- ジム・ホール : 『スリー』 - Jim Hall's Three (1986年、Concord Jazz)
- クリス・コナー : 『クラシック』 - Classic (1987年、Contemporary)
- スパイク・ロビンソン＝アル・コーン・クインテット : Henry B. Meets Alvin G. 'Once In A Wild' (1987年、Capri)
- ロブ・シュナイダーマン : New Outlook (1988年、Reservoir)
- J・J・ジョンソン : 『ヴィヴィアン』 - Vivian (1992年、Concord Jazz)
- テテ・モントリュー : 『スパニッシュ・トレジャー』 - A Spanish Treasure (1992年、Concord Jazz)